# Oh my wish! / 振作My Heart / 毫不猶豫去跳下的勇氣
《Oh my wish! / 振作My Heart / 毫不猶豫去跳下的勇氣》（Oh my wish! / スカッとMy Heart / 今すぐ飛び込む勇気）是日本的女子偶像組合早安少女組。'15的第59张单曲。2015年8月19日由zetima发售。

## 概要
- 「Oh my wish! / 振作My Heart / 毫不猶豫去跳下的勇氣」是早安少女組。'15第四張3A單曲。
- 在A面曲《Oh my wish!》中，成員們分為兩個隊伍，譜久村聖、生田衣梨奈、鞘師里保、石田亞佑美擔任伴舞；鈴木香音、飯窪春菜、佐藤優樹、工藤遙、小田櫻、尾形春水、野中美希、牧野真莉愛、羽賀朱音擔任主唱。
- 此單曲中3首樂曲均由不同成員擔任中心成員：《Oh my wish!》的中心成員為鈴木香音和工藤遙；鞘師里保為《振作My Heart》的中心成員；而《毫不猶豫去跳下的勇氣》則己佐藤優樹和野中美希為其中心成員。
- 此單曲有6個版本，分別有「初回生產限定盤A - C」和「通常盤A - C」。「初回生產限定盤A」收錄了「Oh my wish!」的PV；「初回生產限定盤B」收錄了「振作My Heart」的PV；「初回生產限定盤C」收錄了「毫不猶豫去跳下的勇氣」的PV。
- 在8月31日於Oricon公信榜单曲週榜取得第2名。
- 此外，單曲是早安少女組。繼第58張單曲《青春少年在哭泣 / 雨後的夕陽 / 現在從這裡》後，第23張首週銷量超過10萬張的單曲，亦是第30張銷量10萬以上的單曲（14.1+萬張）。

## 收錄内容

### 初回生產限定盤A、通常盤A
CD
1. Oh my wish!
（作詞、作曲：淳君、編曲：大久保薫）
2. 振作My Heart
（作詞、作曲：淳君、編曲：鈴木俊介）
3. 毫不猶豫去跳下的勇氣
（作詞：児玉雨子·三浦徳子、作曲：泰誠、編曲：浜田ピエール裕介）
4. Oh my wish! (Instrumental)
5. 振作My Heart (Instrumental)
6. 毫不猶豫去跳下的勇氣 (Instrumental)

DVD（初回生產限定盤A）
1. Oh my wish!（MV）

### 初回生產限定盤B、通常盤B
CD
1. 振作My Heart
2. 毫不猶豫去跳下的勇氣
3. Oh my wish!
4. 振作My Heart (Instrumental)
5. 毫不猶豫去跳下的勇氣 (Instrumental)
6. Oh my wish! (Instrumental)

DVD（初回生產限定盤B）
1. 振作My Heart（MV）

### 初回生產限定盤C、通常盤C
1. 毫不猶豫去跳下的勇氣
2. Oh my wish!
3. 振作My Heart
4. 毫不猶豫去跳下的勇氣 (Instrumental)
5. Oh my wish! (Instrumental)
6. 振作My Heart (Instrumental)

DVD（初回生產限定盤C）
1. 毫不猶豫去跳下的勇氣（MV）

## 外部連結
- 早安少女組。'15官方網站（页面存档备份，存于）（日語）
- YouTube上的《Oh my wish!》PV
- YouTube上的《振作My Heart》PV
- YouTube上的《毫不猶豫去跳下的勇氣》PV